# Direito à pátria

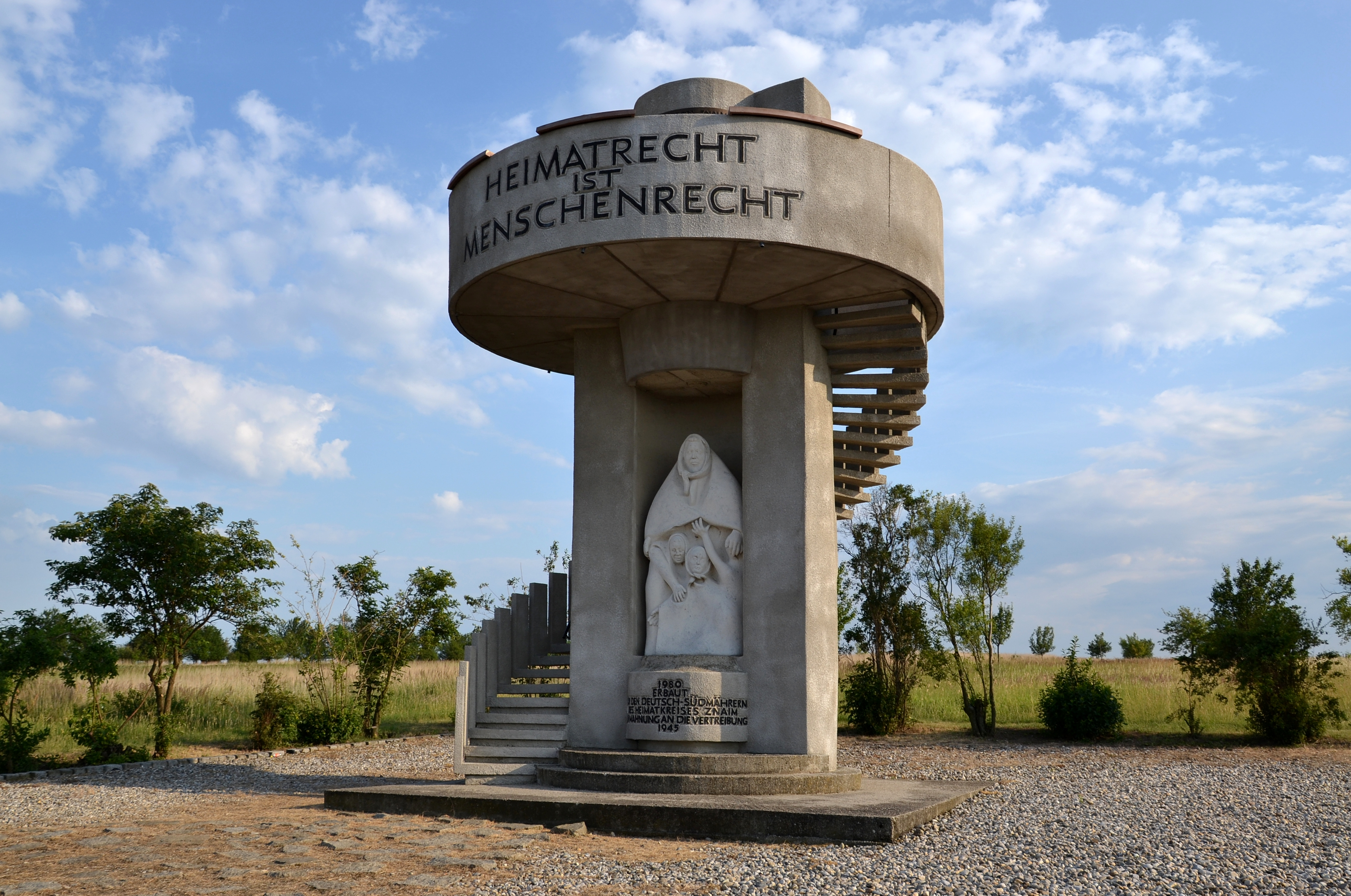
Memorial próximo à antiga Znojmo dedicado aos expulsos dos Sudetos da Morávia do Sul (Kreis Znaim). O texto traduz-se como: "Direitos à pátria são direitos humanos."

O direito à pátria é, segundo alguns juristas, um direito humano universal, derivado da Declaração Universal dos Direitos Humanos, incluindo seu Artigo 9. O conceito se desenvolveu na jurisprudência alemã e é reconhecido, até certo ponto, no direito constitucional da Alemanha. Defensores notáveis desse conceito incluem os juristas Kurl Rabl, Rudolf Laun, Otto Kimminich, Dieter Blumenwitz, Felix Ermacora e Alfred-Maurice de Zayas. O conceito é relevante nos debates sobre a limpeza étnica na Europa após a Segunda Guerra Mundial (notadamente contra alemães e húngaros), bem como sobre a limpeza étnica na Palestina, em Chipre e em outras regiões.